# 요세프 소므르
요세프 소므르(체코어: Josef Somr, 1934년 4월 14일~2022년 10월 16일)는 체코의 배우이다.

## 출연

### 영화
- 양말요정 휴고의 대모험 (2016년)
- 엔젤 오브 더 로드 (2005년)
- 시인들은 절대 희망을 잃지 않는다 (2004년)
- 터미널 역 (2004년)
- 청춘백서 (1987년)
- 나의 고향 (1985년)
- 천국의 열매 (1970년)
- 요술쟁이 판타우 (1970년)
- 밀란 쿤데라의 농담 (1969년) - 두드빅 얀 역
- 가까이서 본 기차 (1966년) - 후비카 역